# Kaizō
Kaizō (改造) est un magazine d'intérêt général japonais dont la publication commence au cours de l'ère Taishō et qui édite de nombreux articles de contenu de gauche. Kaizō peut se traduire par « Réorganisation », « Restructuration » ou « Reconstruction ».

## Historique

### Débuts
En 1919, après la Première Guerre mondiale, la société de Yamamoto Sanehiko, appelée Kaizōsha (改造社), commence à publier le magazine Kaizō. Même s'il est bien connu pour ses œuvres de fiction, ses ventes augmentent en raison des articles qu'il publie relativement aux problèmes professionnels et sociaux. À cette époque, en raison de l'influence de la Révolution d'Octobre, les intellectuels japonais examinent également les questions sociales et de la pensée socialiste. Des essais par des auteurs tels que le socialiste chrétien Toyohiko Kagawa, le marxiste Hajime Kawakami et Hitoshi Yamakawa sont publiés et participent à l’accroissement de popularité du magazine. Il publie également le roman Errances dans la nuit de Shiga Naoya (1921–37) et Sables mouvants (1928–30) de Jun'ichirō Tanizaki. Un autre magazine populaire d'intérêt général Chūōkōron (中央公论) est créé avant Kaizō, mais les ventes de ce dernier dépassent celles de Chūōkōron malgré sa teneur plus radicale.

### Répression
En 1942, au milieu de la Seconde Guerre mondiale, les publications imprimant des essais communistes commencent à souffrir de la répression du gouvernement (« Incident de Yokohama »). Après que la police a extorqué des aveux de membres du personnel « communistes », Kaizō est contraint à la dissolution « volontaire » en 1944. La publication reprend en 1946, mais la gestion est de mauvaise qualité et les troubles sociaux aggravent la situation, contraignant Kaizō à cesser sa publication en 1955.

## Romans notables
- Errances dans la nuit de Naoya Shiga
- Sables mouvants de Jun'ichirō Tanizaki
- Nobuko de Yuriko Miyamoto
- Kappa de Ryūnosuke Akutagawa
- Le vent se lève de Tatsuo Hori
- Swirl of Flocking Crows de Denji Kuroshima
- Shanghai de Riichi Yokomitsu

## Source de la traduction
- (en) Cet article est partiellement ou en totalité issu de l’article de Wikipédia en anglais intitulé « Kaizō » (voir la liste des auteurs).